# Dúbrava (Levoča)
Dúbrava (in ungherese Szepestölgyes, in tedesco Eichendorf, Dubrawetz o Brutowetz) è un comune della Slovacchia facente parte del distretto di Levoča, nella regione di Prešov.

## Storia
Fu menzionato per la prima volta nelle cronache storiche nel 1293.